# 6-Acetyl-1,1,2,4,4,7-hexamethyltetralin
6-Acetyl-1,1,2,4,4,7-hexamethyltetralin (AHTN) ist eine weit verbreitete polycyclische synthetische Moschusverbindung. Es ist nach HHCB der am häufigsten verwendete Stoff dieser Gruppe und wird Parfümkompositionen, Seife, Shampoo, Waschmittel, Haushaltsreiniger, Deodorant und Lufterfrischer zugesetzt. 

## Stereoisomere
Die Molekülstruktur von AHTN weist ein Chiralitätszentrum auf, es gibt also zwei Enantiomere. Technisches AHTN ist eine 1:1-Mischung aus beiden, d. h. ein Racemat. Der Stoff ist auch unter der CAS-Nummer 1506-02-1 registriert.
Die Tabelle zeigt beide Stereoisomere. Hierbei unterscheiden sie sich in der Position des Wasserstoffatoms, welches in dieser Darstellung entweder in die Zeichenebene hinein- oder aus der Zeichenebene herausragt:

| Stereoisomere von 6-Acetyl-1,1,2,4,4,7-hexamethyltetralin |                |
| (S)-Enantiomer                                            | (R)-Enantiomer |
|                                                           |                |

## Eigenschaften
AHTN ist mäßig wasserlöslich und lipophil.
Weil es biologisch schlecht abbaubar ist, kommt es zu Anreicherungen in der Umwelt.

## Risikobewertung
AHTN wurde 2016 von der EU gemäß der Verordnung (EG) Nr. 1907/2006 (REACH) im Rahmen der Stoffbewertung in den fortlaufenden Aktionsplan der Gemeinschaft (CoRAP) aufgenommen. Hierbei werden die Auswirkungen des Stoffs auf die menschliche Gesundheit bzw. die Umwelt neu bewertet und ggf. Folgemaßnahmen eingeleitet. Ursächlich für die Aufnahme von AHTN waren die Besorgnisse bezüglich hoher (aggregierter) Tonnage sowie als potentieller endokriner Disruptor. Die Neubewertung läuft seit 2020 und wird von Deutschland durchgeführt. Um zu einer abschließenden Bewertung gelangen zu können, wurden weitere Informationen nachgefordert.